# Station Flåm
Het Station Flåm is een spoorwegstation in Flåm in de gemeente Aurland. Het is het beginpunt van Flåmsbana die hier vanaf zeeniveau vertrekt naar het op ruim 800 meter hoogte geleden Myrdal. Het stationsgebouw dateert uit 1940.